# St. Simon und Judas (Remptendorf)

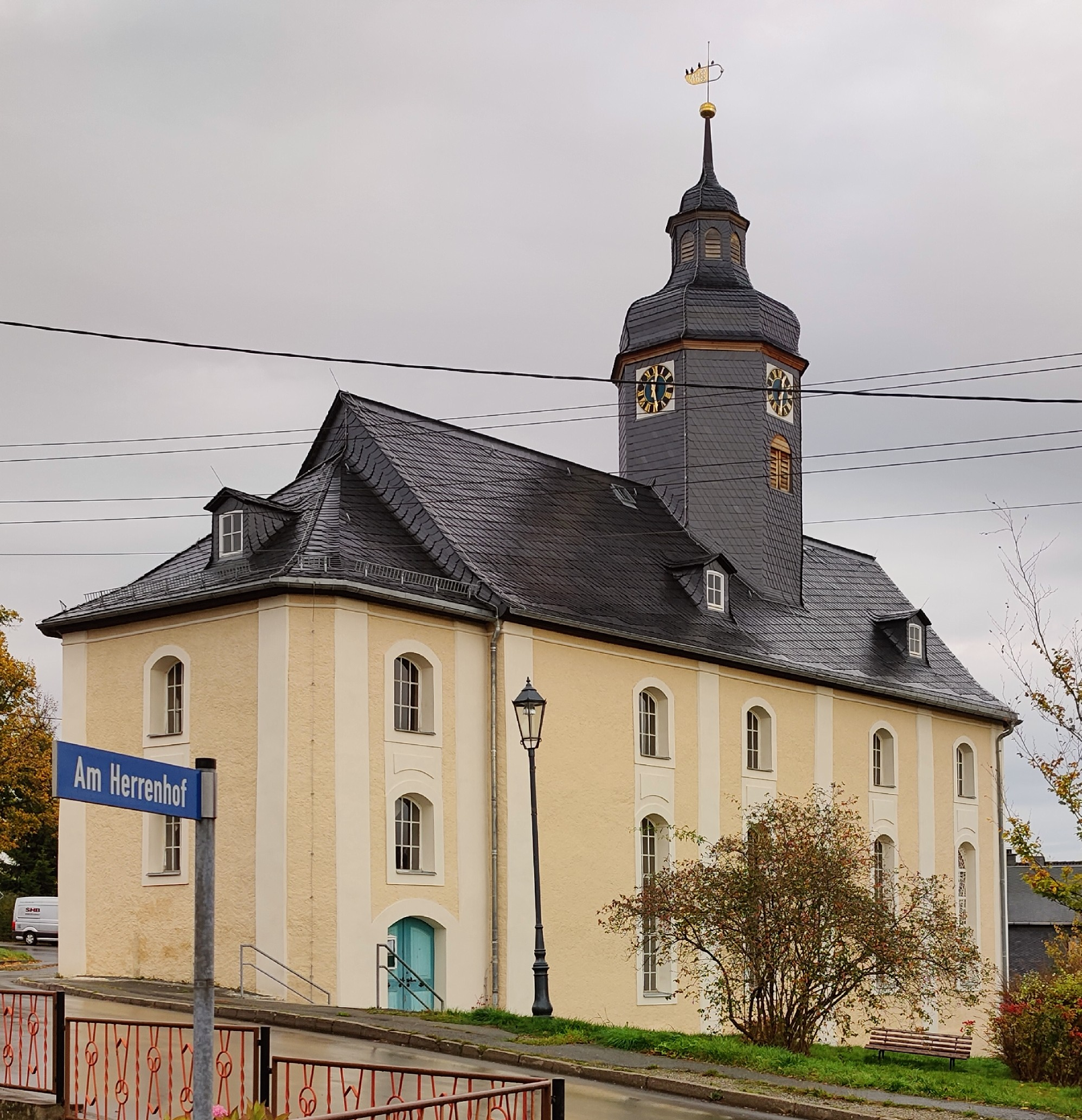
St. Simon und Judas Remptendorf

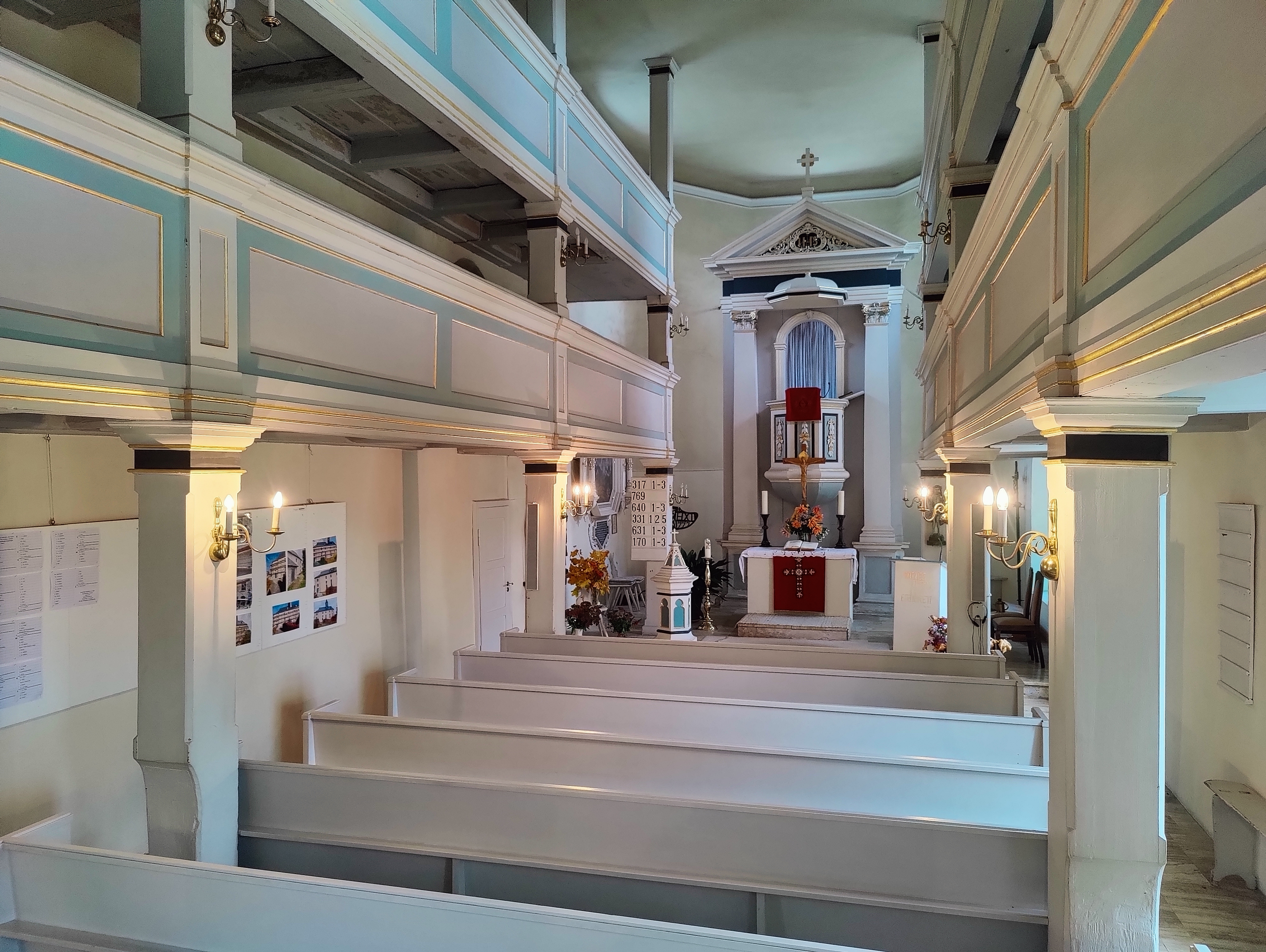
Innenraum (2022)

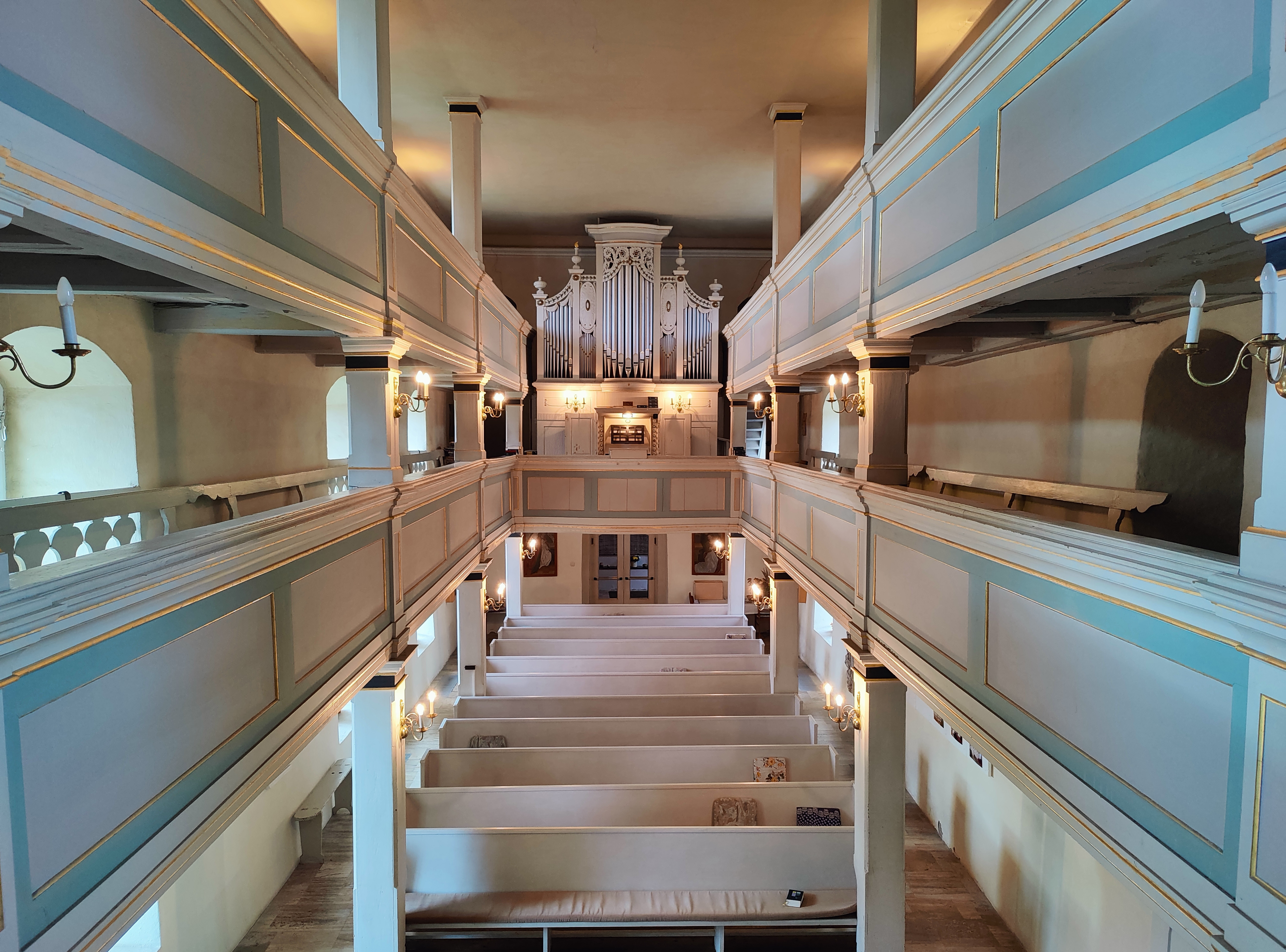
Blick zur Orgel

Die evangelisch-lutherische, denkmalgeschützte Kirche St. Simon und Judas steht in Remptendorf, einer Gemeinde im Saale-Orla-Kreis in Thüringen. St. Simon und Judas gehört zum Gemeindeteil Karolinenfield der Kirchengemeinde Remptendorf im Pfarrbereich Saalburg-Ebersdorf im Kirchenkreis Schleiz der Evangelischen Kirche in Mitteldeutschland.

## Beschreibung
Eine Kapelle wird bereits für das Jahr 1325 bezeugt, die schon längere Zeit bestand. Die heutige rechteckige Saalkirche mit dreiseitigem, östlichem Abschluss geht auf eine um 1400 entstandene gotische Kirche aus Bruchsteinen zurück. In einem Anbau im Westen befindet sich das Portal. Die Kirche wurde 1777 barock umgestaltet. Aus dem Satteldach des Kirchenschiffs erhebt sich ein mächtiger achtseitiger Dachreiter mit Turmuhr, auf dem eine Haube sitzt, die von einer Laterne mit einer Turmkugel bekrönt wird. Im Turm hängen drei Kirchenglocken, davon zwei aus Gussstahl. 
Der Innenraum hat eine zweigeschossige Empore und ist mit einer Holzbalkendecke überspannt. Die Kirchenausstattung ist aus der Bauzeit. Die geschnitzten Statuen stammen aus einem ehemaligen Flügelaltar von 1474, Simon Zelotes, Maria und Judas Thaddäus aus dem Schrein und die heiligen Bartholomäus, Christophorus, Sebastian und Maria Magdalena aus den Flügeln. Alle Statuen werden dem Saalfelder Hans Gottwalt von Lohr, einem Schüler Tilman Riemenschneiders, zugeschrieben, sie gelten als eines der Hauptwerke seiner letzten Schaffensperiode um 1515. Die Figuren wurden anlässlich der Barockisierung der Kirche 1777 auf den Dachboden verbannt. 1891 wurden sie als Umrahmung der Kanzel verwendet. Ihr endgültiger Standort ist seit 1973/1974 der Kirchenraum. An der Nordwand stehen Simon Zelotes, Maria sowie Judas Thaddäus. An der Südwand stehen Bartholomäus, Christophorus, Sebastian und Maria Magdalena. 
Die Orgel mit 12 Registern, verteilt auf ein Manual und Pedal, wurde 1825 von Georg Christoph Hofmann gebaut, 1978 von Hans Raatz und 1986 von Jehmlich Orgelbau Dresden restauriert.